# Aleksandr Bogdanovski
Aleksándr Serguéievich Bogdanóvski (1952) es un conocido traductor ruso del portugués, el español y el inglés. Tradujo Conversación en La Catedral y La guerra del fin del mundo, de Mario Vargas Llosa, y Las aventuras del capitán Alatriste, de Arturo Pérez-Reverte, siendo esta última una de las más precisas. 
También traduce del portugués obras de Jorge Amado, Paulo Coelho, José Saramago.
Por sus traducciones de Saramago fue galardonado con el premio “Inolit” (1998).